# Pilar Gómez
Pilar Gómez (Huelva, 12 de setembre de 1974) és una actriu espanyola de cinema, teatre i televisió. Va viure al carrer Jacobo del Barco (Huelva) fins que es va traslladar a Sevilla a estudiar al Centro Andaluz de Teatro, on fou companya de Paco León i de Javier Mora Domínguez, també actor de Huelva.

## Biografia
Ha estat guardonada amb dos premis de la Unión de Actores, com a millor actriu de repartiment de cinema per Tarde para la ira i com a millor actriu de repartiment de teatre per Cuando deje de llover. Així mateix, també ha estat professora de joves intèrprets.Al teatre ha encarnat a Emilia Pardo Bazán en la trilogia Mujeres que se atreven i el monòleg Mejorcita de lo mío. Rep el Premi Max 2018 a la millor actriu protagonista.
En 2020 va ser nomiada a Millor Actriu revelació en els Premis Goya 2020, pel seu paper en la pel·lícula Adiós dirigida per Paco Cabezas.